# Utah Saints
Utah Saints är en engelsk elektronisk musikgrupp bildad 1991. 

## Framgångar
Utah Saints har haft tre topp tio-låtar på den brittiska singellistan – "Something Good", "Believe in Me" och "What Can You Do for Me"; de nådde fjärde, åttonde respektive tionde plats som högst. Ytterligare fem låtar har nått topp 40 på samma lista.
I Sverige nådde "Believe in Me" tjugonde plats och "What Can You Do for Me" en trettiofemteplats på singellistan.
Deras självbetitlade debutalbum nådde tionde plats på den brittiska albumlistan.

## Musikstil
Utah Saints är kända för att sampla andra artister. De har samplat verk av bland annat Kate Bush, The Human League, Gwen Guthrie, Simple Minds, Eurythmics och Queen.

## Diskografi[6]

### Album
- Utah Saints, 1992
- Two, 2000